# فرديناندو فوجا
فرديناندو فوجا (بالإنجليزية: Ferdinando Fuga)‏‏ (11 نوفمبر 1699 في فلورنسا - 7 فبراير 1782 في نابولي) مهندس معماري .